# Sentai
El sentai (戦队) és un terme japonès que pot ser traduït com "força d'atac" o "regiment". És més conegut com el terme emprat en la Segona Guerra Mundial pel Servei Aeri de l'Exèrcit Imperial Japonès, fent referència a una unitat composta de dos o més esquadrons. Un sentai era equivalent a un grup aeri o a un Ala, segons les denominacions d'altres forces aèries, i es dividia en diversos chutai o esquadrilla. El terme va ser usat també, en un grau menor, pel Servei Aeri de l'Armada Imperial Japonesa.

## Altres usos del terme
En l'actualitat s'aplica també per a una producció televisiva, Super Sentai, emmarcada dins del gènere del Tokusatsu. La sèrie és produïda per Toei i Bandai i transmesa per TV Asahi.